# Александровка (Бижбулякский район)
Алекса́ндровка (баш. Александровка) — деревня в Бижбулякском районе Башкортостана, относится к Калининскому сельсовету.
С 2005 — современный статус.

## История
Статус деревня, сельского населённого пункта, посёлок получил согласно Закону Республики Башкортостан от 20 июля 2005 года N 211-з «О внесении изменений в административно-территориальное устройство Республики Башкортостан в связи с образованием, объединением, упразднением и изменением статуса населенных пунктов, переносом административных центров».

## Географическое положение
Расстояние до:
- районного центра (Бижбуляк): 25 км,
- центра сельсовета (Усак-Кичу): 11 км,
- ближайшей ж/д станции (Аксеново): 30 км.

## Население
| 2002 | 2009 | 2010 | 2016 |
| ---- | ---- | ---- | ---- |
| 61   | ↘41  | ↘25  | ↘23  |

Согласно переписи 2002 года, преобладающая национальность — чуваши (87 %).